# Шлик цу Бассано, Франц
Франц Йозеф Генрих граф Шлик цу Бассано унд Вейскирхен (нем. Franz Joseph Heinrich Schlik zu Bassano und Weißkirchen, 1789—1862) — австрийский генерал, краковский губернатор, главнокомандующий армией в Галиции.

## Биография
Родился 23 мая 1789 года в Праге. Получил юридическое образование и планировал заниматься адвокатурой.
В начале австро-французской войны 1809 года Шлик вступил в австрийскую армию подпоручиком в кирасирский полк. За отличие в битве при Асперне получил чин поручика и вскоре стал ротмистром.
В 1812 году Шлик из-за вступления Австрии в союз с Францией вышел в отставку, однако после разгрома французов в России и вступления Австрии в Шестую коалицию вернулся на службу, состоял адъютантом императора Франца II. В Битве народов под Лейпцигом он получил тяжёлое ранение в голову, но строя не оставил.
Продолжая службу в кавалерии и по окончании Наполеоновских войн Шлик постепенно повышался в чинах, 5 мая 1835 года произведён в генерал-майоры и 31 мая 1844 года — в фельдмаршал-лейтенанты.
После мартовской революции 1848 года в Вене и начала восстания в Венгрии Шлик был назначен губернатором в Кракове, а в конце года возглавил отдельный корпус в Галиции и состоял в распоряжении российского генерала Лидерса, чей корпус был направлен Россией в помощь Австрии на подавление восстания в Венгрии. Затем он присоединился к армии князя Виндишгреца и сыграл решающую роль в поражении венгров под Капольно. За боевые отличия в этой кампании Шлик 5 сентября 1849 года был произведён в генералы от кавалерии. 13 августа 1849 года российский император Николай I наградил его орденом св. Александра Невского. 26 марта 1850 года ему был пожалован командорский крест военного ордена Марии Терезии.
По окончании военных действий Шлик был назначен командиром 2-го армейского корпуса и главнокомандующим в Моравии, с июня 1854 года он командовал австрийской армией в Галиции, назначенной для возможных боевых действий против русской армии из-за конфликта вокруг придунайских княжеств Молдавии и Валахии.
В 1859 году Шлик был направлен в Италию, командовал 2-й австрийской армией, участвовал в битве при Мадженте и в сражении при Сольферино руководил действиями правого фланга австрийских войск. После заключения мира в Виллафранке он вышел в отставку и скончался в Вене 17 марта 1862 года.

## Награды
Австрийская империя
- Орден Железной короны 1-й степени (1849)[1]
- Военный орден Марии Терезии командорский крест (1849)[1]
- Крест «За военные заслуги»[1]

Российская империя
- Орден Святого Владимира 4-й степени с бантом (15 октября 1813)[2]
- Орден Святого Станислава 1-й степени (13 сентября 1838)[3]
- Орден Святого Александра Невского (13 августа 1849)[4], алмазные украшения (8 июля 1851)[5]

Королевство Вюртемберг
- Орден Вюртембергской короны командорский крест[1]

Королевство Ганновер
- Королевский Гвельфский орден большой крест[1] (1851)[6]